# Hîrtopul Mare, Criuleni
Hîrtopul Mare este un sat din cadrul comunei cu același nume din raionul Criuleni, Republica Moldova.

## Istorie
Hîrtopul Mare s-a numit la început Cotelnicii, adică satul neamului lui Cotelnic, de la numele căruia își preluă denumirea și pârâul din apropiere. De fapt, denumirea „Hârtop” (fără specificare că e localitate populată) apare în actele scrise în ultimii ani de viață ai lui Ștefan cel Mare, în iulie 1501, prin carte domnească, domnitorul îl dăruiește pe panul Iancovici spătarul, vornic de Suceava:
„Din mila lui Dumnezeu, noi, Ștefan voievod, domn al Țării Moldovei. Facem cunoscut, cu această carte a noastră tuturor celor care o vor vedea sau o vor auzi citindu-se, că această adevărată slugă a noastră credincioasă panul Iancovici spătarul, fiul boierului Gligoreasco Iancovici vornic de Suceava, ne-a slujit drept și credincios. De aceea, noi, văzând dreapta credincioasa lui slujbă către noi, i-am miluit cu deosebita noastră milă, i-am dat și i-am întărit averea sa în țara noastră Moldova, ocina tatălui său, votcina, satul Ișnovăt, ce este la nord de Hotcăuți, ...

Iar hotarul începe pe vechiul hotar din primul hotar din veac folosit, hotar care […] pe deal la vale la Zahaicani care […] care pe deal merge și de la deal de sat acolo este […] dealul numit Mina și de la dreapta la stânga este Hârtopul unde este piatră este drept mersul soarelui si la capătul capului ocinei, mai jos la Cornul Orihonsca, Hârtopul la Cornul Nazova, pe drumul Orheiului, la gura Polnociului, tot pe mijlocul dealului Sabona, ...
Iar pentru mai mare tărie a celor mai sus scrise, am poruncit credinciosului nostru marelui domn Chirlo Ghigoiatno să scrie și sa atârne pecetea noastră la această carte a noastră.
 
A scris Miron diac, la Suceava, în anul 7009 <1501>, luna iulie […]”
De regulă, în Moldova, denumirile de sate provin de la numele primului stăpân al locurilor, precum este și cazul satului Cotelnicii. Însă, cu timpul, relieful specific al acestei părți își pune amprenta și asupra denumirii: pe locul Cotelnicilor apare Hîrtopul (Hîrtopul  Mare), ca mai apoi, la 2 km, să apară și Hîrtopul Mic.
Arhiva Consistoriei eparhiale din Basarabia înregistrează un litigiu între căpitanul Gavril Terente, proprietar la Hîrtop, și protoiereul ținutului Orhei, Costin, cu privire la schitul de călugărițe de la Hîrtop. Căpitanul a cerut desființarea schitului, deoarece era situat pe moșia sa. La 1812, Consistoria acceptă cererea și mută călugărițele la mănăstirea Hirova. Pe locul fostului schit a apărut satul Hîrtopul Mic (la începutul secolului al XIX-lea se numea și satul Schit).

## Economie
Cultivarea cartofului este ocupația de bază a locuitorilor, în paralel cu vița de vie, porumbul și alte cereale.
În apropierea comunei s-a creat o stațiune de odihnă denumită „Satul moldovenesc”, alcătuită din șase căsuțe, în stil românesc medieval, acoperite cu paie. Aici a avut loc în anul 2002 primul Festival Internațional al Clopotarilor din sud-estul Europei, „Clopotarul Terrei”. În același an s-au făcut investiții în această bază de odihnă, pentru a crea condiții optime turiștilor, care pot pescui somni africani în cele trei lacuri artificiale.

## Sport
Pe plan sportiv, comuna este reprezentată de echipa de fotbal Real-Succes, care în sezonul 2010–2011 a devenit campioana raionului Criuleni.

## Personalități
- Boris Arventiev (1900 - 1984) - chimist, cercetător și profesor universitar